# Municipio di Quedlimburgo
Il Municipio di Quedlimburgo (in tedesco Rathaus Quedlinburg) è un edificio storico, sede municipale della città di Quedlimburgo nella Sassonia-Anhalt, in Germania.

## Storia
Il nucleo dell'edificio risale al XIV secolo, venendo menzionato per la prima volta in un documento del 1310. Due importanti campagne di lavori, operate tra il 1615-1616 e poi tra il 1898-1901, sono responsabili dell'aspetto attuale dell'edificio.

## Descrizione
L'edificio, sviluppato su due piani principali, presenta uno stile gotico. Sulla facciata principale, l'ingresso è inquadrato da un grande portale rinascimentale sormontato da un'aquila imperiale con lo stemma della città e da un'allegoria della dea Abbondanza.

## Galleria d'immagini

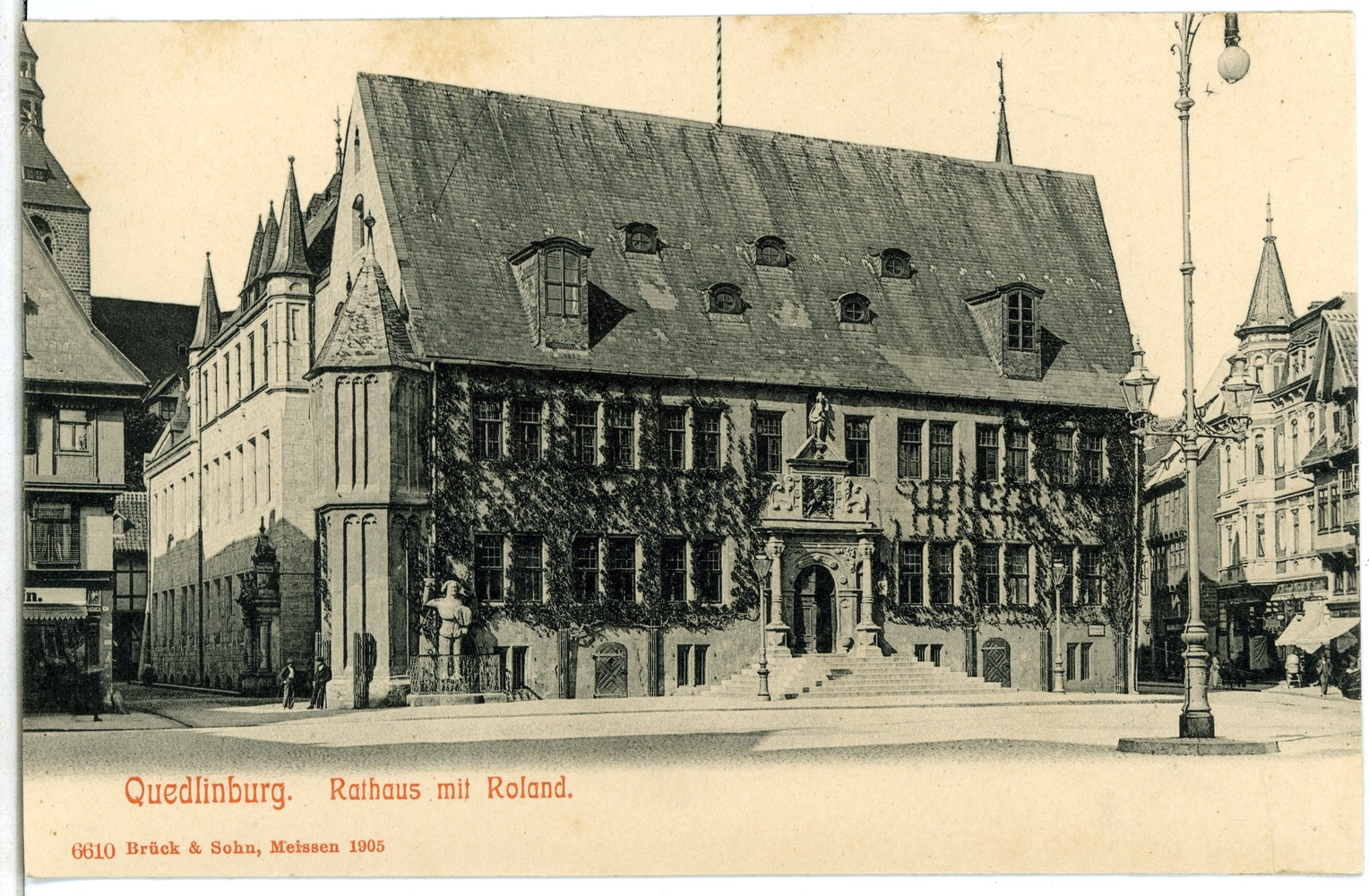
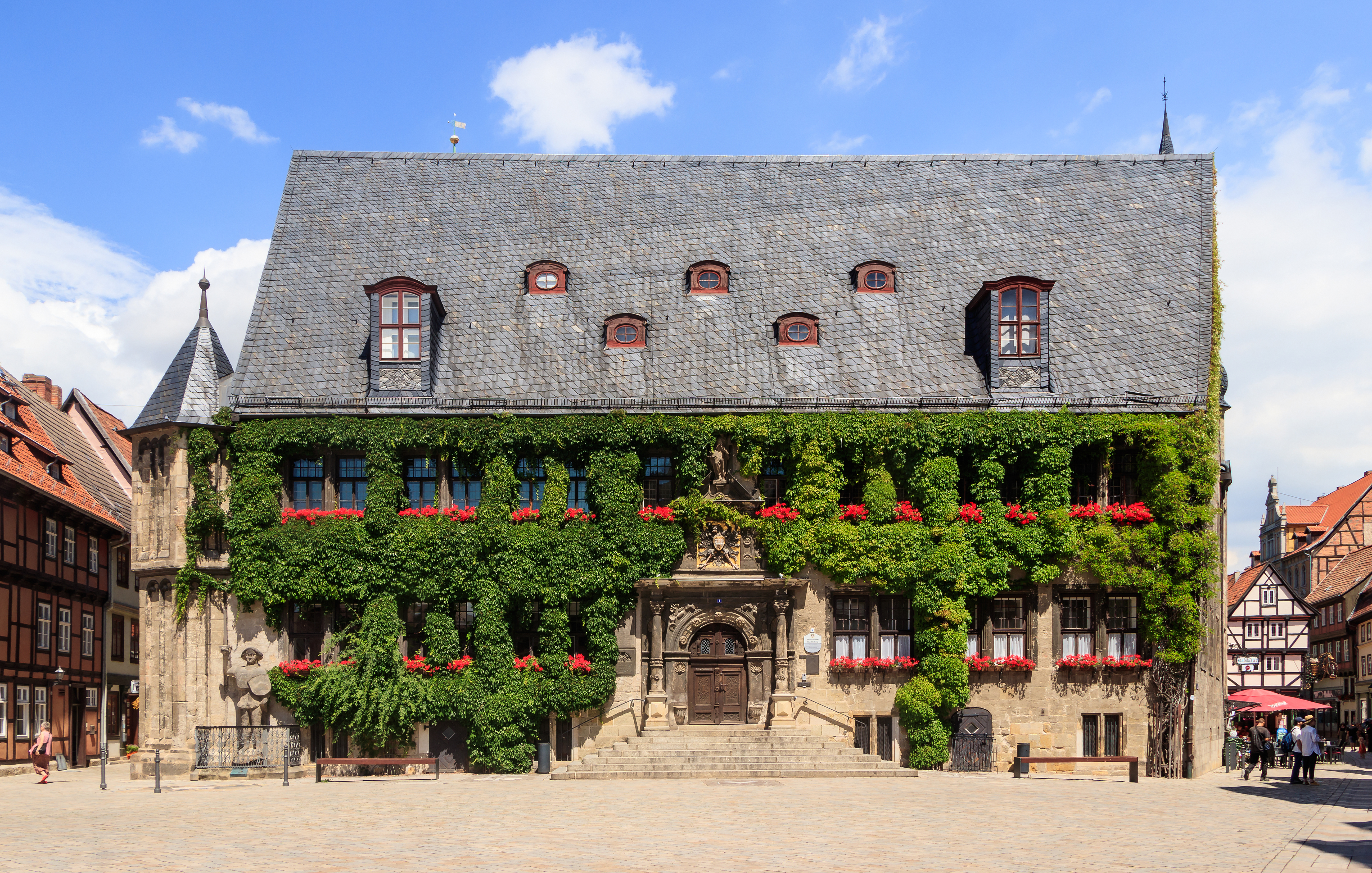
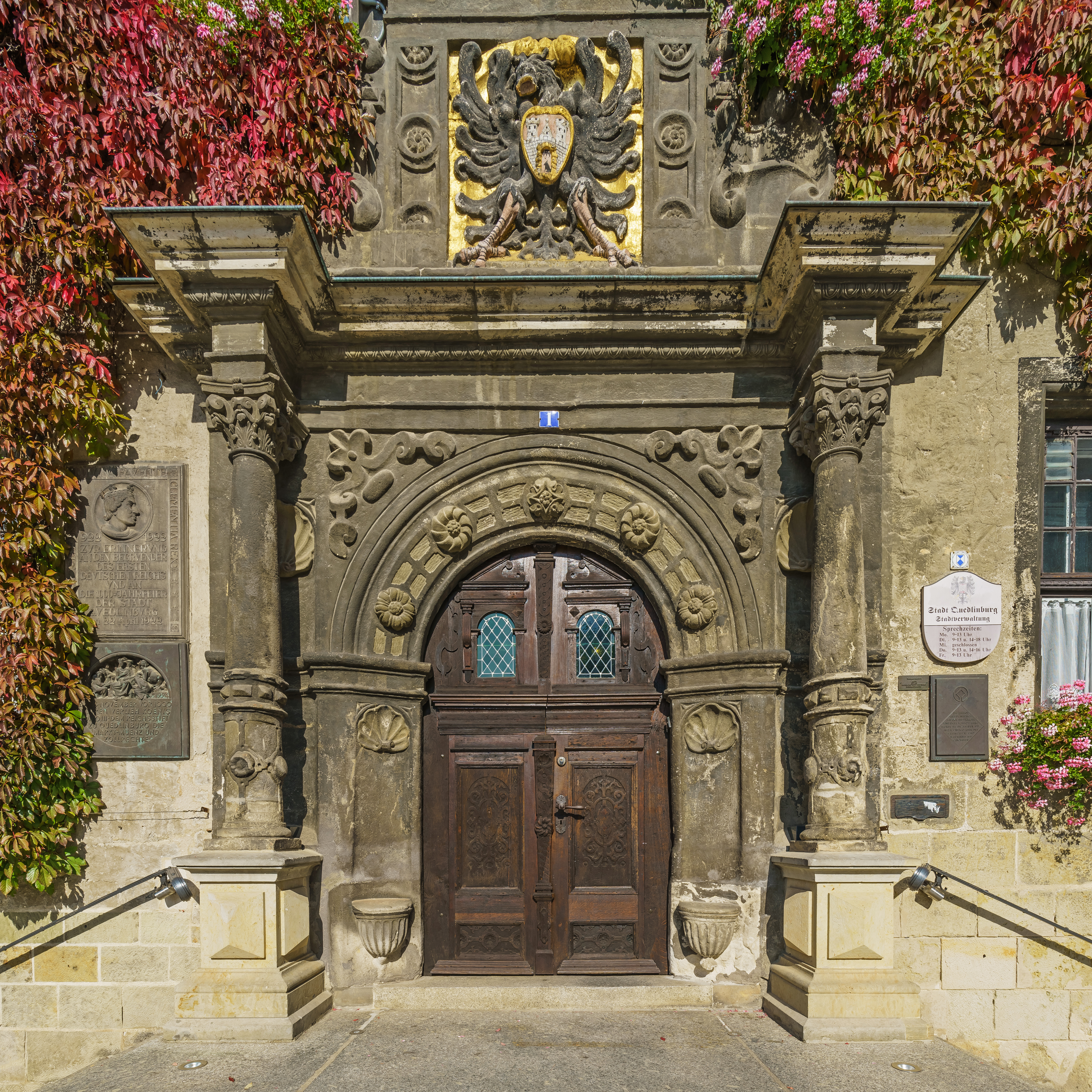